# Stazione di servizio di Skovshoved
La stazione di servizio di Skovshoved (in danese Skovshoved Tankstation) è uno storico impianto di rifornimento realizzato nella località di Skovshoved, nel Comune di Gentofte, in Danimarca.
L'impianto è tuttora in uso.
Aperta nel 1937, fu progettata dall'architetto Arne Jacobsen su commissione della Texaco.
L'edificio è un esempio di architettura funzionalista ed è caratterizzato da un tetto a disco circolare, soprannominato il fungo, che creava un aspetto futuristico, che forniva illuminazione all'impianto e protezione agli automobilisti.
Ristrutturato nel 2002, l'impianto è tuttora in funzione e gestito dalla compagnia Uno-X, mentre l'edificio è adibito a gelateria.